# Сирні коники

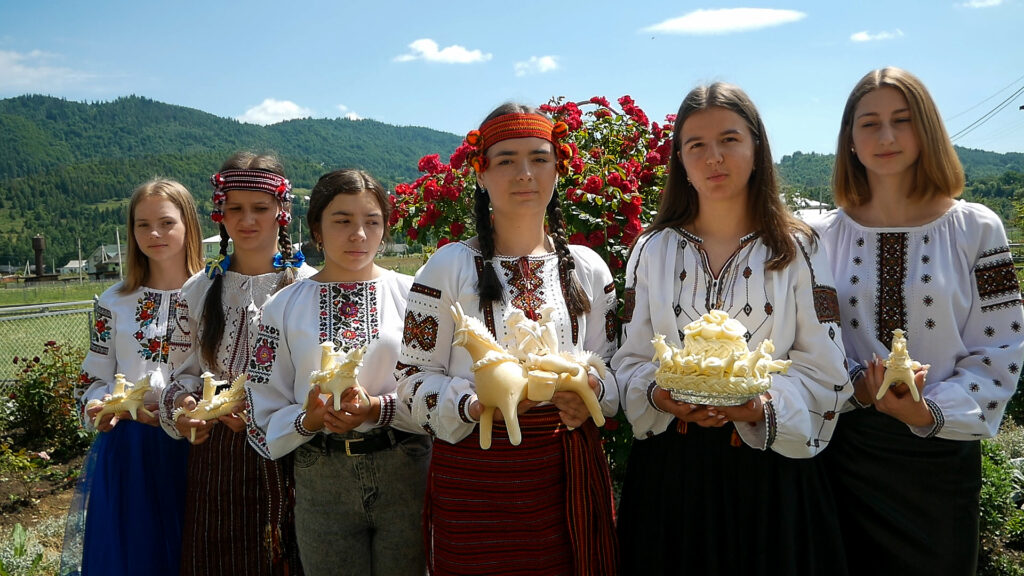
Сирні коники та інші сирні вироби гуцулів

Сирні коники – оригінальний вид українського народного мистецтва, поширений у Карпатському регіоні. 

## Історія
Традиція виготовлення іграшок з сиру сягає давніх часів, а про її витоки розповідає цікава легенда. Розповідають, що колись давно сидів ватаг на полонині. Готував пастухам вечерю, задумався і не помітив, як грудка сиру впала в казан з гарячою водою. Хлопець взяв ложку, витягнув той шматок сиру і здивувався: він став м’яким, тягучим. Потягнув його з одного боку, з іншого – так і коника виліпив. Спробував ще раз – знову вийшло. Відтоді й до самої осені вівчар ліпив коників, баранчиків та інші вироби – чимраз кращі. Як прийшла пора спускатися з полонини – мав цілу в’язку сирних виробів для своєї коханої. А згодом, одружившись, робив такі іграшки для своїх дітей. Цю пастушу забаву перейняли інші горяни і відтоді передають її від покоління до покоління. 
Раніше під час випасу овець на літніх пасовищах у горах (полонинах) пастухи ліпили сирні фігурки, які продавали місцевим жителям, коли восени поверталися додому в долину. У процесі виробництва традиційного сиру будз, на певній стадії його дозрівання (відвисання), зазвичай від 2 днів до тижня, сир різали на бруски, оплавляли в гарячій солоній воді, і з нього ліпили фігурки, які потім висушували.
Нині іграшки з сиру виготовляють в окремих селах Карпат – Косівського та Верховинського районів. З часом змінилися й деякі традиції. «У давнину «баранчики», «колачики» з овечого сиру ліпили лише чоловіки-пастухи, що випасали овець на полонині в Карпатах, як обереги та обрядові фігурки. Поступово виготовлення іграшок із сиру переходило у сферу жіночих занять і тепер це виключно жіноча справа. Значно ускладнилася в хатніх умовах і технологія одержання сиру. А сир з коров’ячого молока виявився більш придатним матеріалом для створення іграшок різного характеру».

## Приготування
Для виготовлення іграшок використовують свіжий сир із коров’ячого чи овечого молока. Щоб його виготовити, в тепле молоко, додають спеціальну закваску «гляг» – загусле молоко зі шлунка молочного ягняти чи теляти. Тоді утворюється текучий і водночас в’язкий сир. Його треба покраяти на шматки та кинути в киплячу воду, одразу вихопити звідти і швидко зліпити фігурку. Зліплену іграшку кидають у розчин солі, аби матеріал закріпився. Від сольової концентрації і залежить стійкість фігурки.

## Обрядове значення
Фігурки мали обрядове значення. “Фірмаками” прикрашали короваї, які освячували на Великдень, а “коники”, разом із сирною паскою, були головною прикрасою на святковому столі. «Баранчиками» на заручинах, у знак згоди, дівчина обдаровувала старостів. “Баранчиків” дарували і на весіллі - на багатство, а «колачики» — на щастя.
Фігурки використовували і в поминальних обрядах. “Колачики” роздавали на спомин за душі померлих. “Баранчики” давали дітям за душі померлих дітей, а також за здоров’я худоби.
«Колачики» традиційно використовували і для оздоблення інтер’єру: їх нанизували на нитки під образами, на сволок на вікна. Традиційно фігурки виготовляли пастухи на полонинах але згодом ця практика поширилася у селах і нині жінки-майстрині є носіями традиції, яка вважається народним промислом. Сучасні сирні коники часто продають і як ласощі, і як сувенір для прикраси інтер’єру.